# Bob Loubser
Pas d'image ? Cliquez ici

a Compétitions nationales et continentales officielles uniquement.

b Matchs officiels uniquement.
Dernière mise à jour le 16 mars 2023.
Bob Loubser, né le 6 août 1884 à Durbanville (Afrique du Sud) et mort le 7 décembre 1962 à Stellenbosch, était un joueur de rugby à XV qui a joué avec l'équipe d'Afrique du Sud. Il évoluait au poste de trois-quarts aile.

## Carrière
Il dispute son premier test-match le 12 septembre 1903 contre les Lions britanniques. Il joue son dernier test match contre cette même équipe le 3 septembre 1910.

## Palmarès
- 7 test-matchs avec l'équipe d'Afrique du Sud.